# خضر التونی
خضر التونی (عربی: خضر التوني؛ ۱۵ دسامبر ۱۹۱۶ – ۲۵ سپتامبر ۱۹۵۶) وزنه‌بردار اهل مصر بود.